# ホセ・ブリセーニョ
ホセ・ブリセーニョ（José Briceño, 1992年9月19日 - ）は、 ベネズエラのミランダ州カラカス出身のプロ野球選手（捕手）。右投右打。MLBのカンザスシティ・ロイヤルズ傘下所属。

## 経歴

### プロ入りとロッキーズ傘下時代
2010年にコロラド・ロッキーズと契約してプロ入り。契約後、傘下のルーキー級ドミニカン・サマーリーグ・ロッキーズでプロデビュー。52試合に出場して打率.205、17打点、9盗塁を記録した。
2011年もルーキー級ドミニカン・サマーリーグ・ロッキーズでプレーし、47試合に出場して打率.288、18打点、12盗塁を記録した。
2012年はアメリカ本土に渡り、パイオニアリーグのルーキー級グランドジャンクション・ロッキーズでプレー。7試合に出場して打率.391、32本塁打、5打点を記録した。
2013年はルーキー級グランドジャンクションとA級アッシュビル・ツーリスツでプレーし、2球団合計で62試合に出場して打率.307、10本塁打、38打点、9盗塁を記録した。
2014年はA級アッシュビルでプレーし、84試合に出場して打率.283、12本塁打、50打点、8盗塁を記録した。

### ブレーブス傘下時代
2015年1月30日にデビッド・ヘイル、ガス・シュロッサーとのトレードで、クリス・オダウドと共にコロラド・ロッキーズへ移籍した。シーズンでは傘下のA+級カロライナ・マドキャッツでプレーし、88試合に出場して打率.183、4本塁打、20打点、2盗塁を記録した。 

### エンゼルス時代
2015年11月12日にエリック・アイバー、ショーン・ニューカム、クリス・エリス+金銭とのトレードで、アンドレルトン・シモンズと共にロサンゼルス・エンゼルスへ移籍した。
2016年は傘下のA+級インランド・エンパイア・シックスティシクサーズ、AA級アーカンソー・トラベラーズ、AAA級ソルトレイク・ビーズでプレーし、3球団合計で98試合に出場して打率.232、4本塁打、35打点、3盗塁を記録した。
2017年はAA級モービル・ベイベアーズとAAA級ソルトレイクでプレーし、2球団合計で95試合に出場して打率.194、9本塁打、41打点、8盗塁を記録した。
2018年は開幕をAAA級ソルトレイクで迎えた。5月20日にメジャー契約を結んでアクティブ・ロースター入りし、メジャーデビューとなった26日のニューヨーク・ヤンキース戦では4打数2安打1本塁打2打点の活躍で勝利に貢献した。この年メジャーでは46試合に出場して打率.239、5本塁打、10打点を記録した。
2019年8月10日に自由契約となったが、9月1日にマイナー契約で再契約した。
2020年8月31日にメジャー契約を結んでアクティブ・ロースター入りした。オフの11月2日にFAとなった。

### ロッキーズ傘下復帰
2020年11月13日に、プロデビュー時に所属したコロラド・ロッキーズとマイナー契約を結んだ。
2021年はAAA級アルバカーキ・アイソトープスでプレーしていたが、メジャー昇格の機会はなく、7月21日に自由契約となった。

### 独立リーグ時代
2021年8月20日にアトランティックリーグのレキシントン・レジェンズと契約した。
2022年もレキシントン・レジェンズと再契約した。

### ロイヤルズ傘下時代
2022年5月24日にカンザスシティ・ロイヤルズとマイナー契約し、AAA級オマハ・ストームチェイサーズに配属された。

## 詳細情報

### 年度別打撃成績
| 年 度    | 球 団    | 試 合 | 打 席 | 打 数 | 得 点 | 安 打 | 二 塁 打 | 三 塁 打 | 本 塁 打 | 塁 打 | 打 点 | 盗 塁 | 盗 塁 死 | 犠 打 | 犠 飛 | 四 球 | 敬 遠 | 死 球 | 三 振 | 併 殺 打 | 打 率 | 出 塁 率 | 長 打 率 | O P S |
| -------- | -------- | ----- | ----- | ----- | ----- | ----- | -------- | -------- | -------- | ----- | ----- | ----- | -------- | ----- | ----- | ----- | ----- | ----- | ----- | -------- | ----- | -------- | -------- | ----- |
| 2018     | LAA      | 46    | 128   | 117   | 12    | 28    | 2        | 0        | 5        | 45    | 10    | 0     | 1        | 1     | 0     | 8     | 0     | 2     | 35    | 2        | .239  | .299     | .385     | .684  |
| 2020     | LAA      | 2     | 6     | 5     | 0     | 1     | 0        | 0        | 0        | 1     | 0     | 0     | 0        | 0     | 0     | 1     | 0     | 0     | 1     | 0        | .200  | .333     | .200     | .533  |
| MLB：2年 | MLB：2年 | 48    | 134   | 122   | 12    | 29    | 2        | 0        | 5        | 46    | 10    | 0     | 1        | 1     | 0     | 9     | 0     | 2     | 36    | 2        | .238  | .301     | .377     | .678  |

- 2020年度シーズン終了時

### 年度別守備成績
| 年 度 | 球 団 | 捕手（C） | 捕手（C） | 捕手（C） | 捕手（C） | 捕手（C） | 捕手（C） | 捕手（C） | 捕手（C） | 捕手（C） | 捕手（C） | 一塁（1B） | 一塁（1B） | 一塁（1B） | 一塁（1B） | 一塁（1B） | 一塁（1B） |
| 年 度 | 球 団 | 試 合     | 刺 殺     | 補 殺     | 失 策     | 併 殺     | 守 備 率  | 捕 逸     | 許 盗 塁  | 盗 塁 刺  | 阻 止 率  | 試 合      | 刺 殺      | 補 殺      | 失 策      | 併 殺      | 守 備 率   |
| ----- | ----- | --------- | --------- | --------- | --------- | --------- | --------- | --------- | --------- | --------- | --------- | ---------- | ---------- | ---------- | ---------- | ---------- | ---------- |
| 2018  | LAA   | 41        | 269       | 32        | 2         | 2         | .993      | 4         | 10        | 8         | .444      | 2          | 1          | 0          | 0          | 0          | 1.000      |
| 2020  | LAA   | 2         | 16        | 0         | 1         | 0         | .941      | 1         | 1         | 0         | .000      | -          | -          | -          | -          | -          | -          |
| MLB   | MLB   | 43        | 285       | 32        | 3         | 2         | .991      | 5         | 11        | 8         | .421      | 2          | 1          | 0          | 0          | 0          | 1.000      |

- 2020年度シーズン終了時

### 背番号
- 10（2018年）
- 19（2020年）